# Мариинка (Новосибирская область)
Мариинка — деревня в Венгеровском районе Новосибирской области России. Входит в состав Урезского сельсовета.

## География
Площадь деревни — 24 гектара.

## Население
| 2002 | 2007 | 2010 |
| ---- | ---- | ---- |
| 214  | ↘161 | ↘138 |

## Инфраструктура
В деревне по данным на 2007 год функционируют 1 учреждение здравоохранения, 1 образовательное учреждение.